# Stardoll
 (décembre 2022).
- Si vous ne connaissez pas le sujet, laissez ce bandeau (vous pouvez alors contacter les auteurs).
- Si vous supprimez le contenu mis en cause (vous pouvez préalablement contacter les auteurs),

argumentez précisément cette suppression dans la page de discussion
(un manque de référence n'est pas un argument ; une recherche réelle de référence doit avoir été effectuée, être formellement documentée).
 (octobre 2014).
Si vous disposez d'ouvrages ou d'articles de référence ou si vous connaissez des sites web de qualité traitant du thème abordé ici, merci de compléter l'article en donnant les références utiles à sa vérifiabilité et en les liant à la section « Notes et références ».
 (juin 2014).
Stardoll, originellement Paperdoll Heaven, est un jeu vidéo virtuel de mode créé en 2004. Le but est de relooker des célébrités ou son propre avatar. Le jeu est mis au point par la compagnie suédoise Glorious Games Group AB.

## Principe du jeu
Le principe du jeu est de relooker des poupées représentant des personnalités célèbres. Il s'inspire de la version sur papier existante. Il est également possible de créer son avatar, appelé « medoll » et de changer son aspect ou ses vêtements.
Au fil des années, diverses modifications sont apportées au jeu : possibilités de modifier l'apparence de sa poupée (visage, morphologie, bijoux, coiffure, vêtements…), de décorer une maison virtuelle appelée « Suite », de discuter avec des joueurs en ligne dans des salles de chat ou directement sur la page personnelle du joueur dans l'espace « Livre d'or », de créer des clubs abordant divers sujets, de créer des designs pouvant être revendus à d'autres membres ou de participer à des compétitions permettant aux membres de gagner en popularité.
Un nouveau joueur débute au niveau 1. Il n'y a pas de niveau final. Plus le joueur avance dans le jeu, plus le changement de niveau prend du temps. Un joueur accède au niveau supérieur en remplissant des missions quotidiennes.

### L'inscription
L'inscription est gratuite. Le joueur doit choisir un pseudonyme et indiquer sa date de naissance. Il a ensuite une medoll, une suite composée de deux salles, ainsi que quelques vêtements et objets.

### Les achats
Bien que l'inscription reste gratuite, les joueurs qui souhaitent accéder à d'avantage d'options peuvent acheter une monnaie virtuelle appelée "Stardollars".
Stardoll propose ainsi divers abonnements sur une plateforme sécurisée. Les membres peuvent acheter des abonnements pour une période donnée ou simplement recharger leur compte. Ils peuvent donc accéder à de nombreuses possibilités, comme celle consistant à revendre des articles dans l'espace appelé « Starbazaar ».
L'autre monnaie du jeu est appelée « Starcoins ». Elle ne s'achète pas, mais peut être obtenue en remplissant des missions quotidiennes.

### Les lieux d'achat
Il existe deux lieux d'achats : le Starplaza, un grand centre commercial disposant de plusieurs boutiques et le Starbazaar qui est un espace où les membres peuvent acheter et vendre des articles à d'autres membres.

### Règlement
Les règles du jeu sont strictes et si un membre les enfreint, son compte est sanctionné, puis supprimé.